# Esquerra Unida d'Astúries
Esquerra Unida d'Astúries (en asturià Izquierda Xunida d'Asturies; IX) és la federació asturiana d'Esquerra Unida, d'orientació d'esquerres, republicana i federalista.

## Història
Es va formar al 1986, de manera paral·lela a la coalició a nivell estatal. En les seves primeres eleccions autonòmiques, IX obtindria 4 escons a la Junta General, un menys que l'obtingut el 1983 pel Partit Comunista d'Astúries , el partit més fort integrat a la nova coalició. A les eleccions de 1991 va millorar els seus resultats, fins a assolir els 6 diputats, aconseguint mantenir-los en 1995 . Tot i això, el 1999 va perdre la meitat dels seus diputats, quedant-se amb només 3.
A les eleccions de 2003 , liderats per Francisco Javier García Valledor, van obtenir 4 diputats, la qual cosa els va permetre ser claus en la formació de govern a la comunitat, ja que ni el PSOE ni el PP havien aconseguit majoria absoluta. Finalment van pactar amb la FSA-PSOE un govern de coalició, que els va permetre fer-se amb les Conselleries d'Habitatge i Benestar Social i Justícia, Seguretat Pública i Relacions Exteriors. L'acord incloïa que Bloque por Asturies, llavors coalitzat amb IX, obtingués una direcció general, que va recaure en Rafael Palacios . En aquest període Astúries va rebre la transferència de les competències de Justícia i la instauració del salari social.
En els comicis del 2007 IU va mantenir els seus 4 diputats, però en aquesta ocasió les converses amb la FSA-PSOE per reeditar el govern de coalició van fracassar, encara que els socialistes van mantenir el govern. No obstant això, la inestabilitat del govern socialista en minoria, sumat a la dificultat per aconseguir tirar endavant els pressupostos regionals, van fer que Esquerra Unida tornés a l'executiu autonòmic el 2008. Noemí Martín es feia càrrec de Benestar Social, Habitatge i Cooperació per al Desenvolupament i Aurelio Mar la de Medi Rural.
A les eleccions del 2011, Esquerra Unida va mantenir els resultats del 2007, però la irrupció de Fòrum Astúries feia que la suma amb el PSOE no fos suficient per repetir el govern de coalició. Després d'uns mesos de govern forista, es van convocar eleccions anticipades pel 2012. En aquesta ocasió, PSOE, IU i UPiD es van unir per recolzar el candidat socialista Javier Fernández, però les discrepàncies entre aquests partits sobre la llei electoral van fer que l'acord de govern es trenqués al 2013.
Després dels comicis del 2015, Esquerra Unida va tornar a recolzar de manera externa el candidat socialista Javier Fernández, acord que va reeditar a les eleccions del 2019 per recolzar el també socialista Adrián Barbón. Per a les eleccions de 2023, IX va participar de la coalició Convocatòria per Astúries, obtenint de manera conjunta tres escons, dos dels quals eren membres d'Esquerra Unida. Aquests diputats eren vitals perquè Adrián Barbón (PSOE) pogués ser investit president. Posteriorment, CxAst entraria en el govern amb una Conselleria amb vuit Direccions Generals.

## Resultats electorals

### Junta General
| Any  | Líder                    | Vots             | Vots             | Escons | Escons | Escons | Govern                  |
| Any  | Líder                    | #                | %                | #      | ±      | Pos.   | Govern                  |
| ---- | ------------------------ | ---------------- | ---------------- | ------ | ------ | ------ | ----------------------- |
| 1987 | Francisco Javier Suárez  | 69,175           | 12.1%            | 4 / 45 | 1      | 4t     | Oposició                |
| 1991 | Laura González           | 78,982           | 14.8%            | 6 / 45 | 2      | 3r     | Suport extern (1991-93) |
| 1991 | Laura González           | 78,982           | 14.8%            | 6 / 45 | 2      | 3r     | Oposició (1993-95)      |
| 1995 | Gaspar Llamazares        | 106,538          | 16.4%            | 6 / 45 | =      | 3r     | Oposició                |
| 1999 | Gaspar Llamazares        | 55,747           | 9.0%             | 3 / 45 | 3      | 3r     | Oposició                |
| 2003 | Francisco Javier García  | Coalició IX-BA   | Coalició IX-BA   | 4 / 45 | 1      | 3r     | Coalició                |
| 2007 | Jesús Iglesias Fernández | Coalició IX-BA-V | Coalició IX-BA-V | 4 / 45 | =      | 3r     | Oposició (2007-08)      |
| 2007 | Jesús Iglesias Fernández | Coalició IX-BA-V | Coalició IX-BA-V | 4 / 45 | =      | 3r     | Coalició (2008-11)      |
| 2011 | Jesús Iglesias Fernández | Coalició IX-V    | Coalició IX-V    | 4 / 45 | =      | 4t     | Oposició                |
| 2012 | Jesús Iglesias Fernández | 69,118           | 13.8%            | 5 / 45 | 1      | 4t     | Suport extern (2012-13) |
| 2012 | Jesús Iglesias Fernández | 69,118           | 13.8%            | 5 / 45 | 1      | 4t     | Oposició (2013-15)      |
| 2015 | Gaspar Llamazares        | 64,868           | 11.9%            | 5 / 45 | =      | 4t     | Suport extern           |
| 2019 | Ángela Vallina           | Coalició IX-IAS  | Coalició IX-IAS  | 2 / 45 | 3      | 5è     | Oposició                |
| 2023 | Ovidio Zapico            | Dins CxAst       | Dins CxAst       | 2 / 45 | =      | 4t     | Coalició                |

### Eleccions Generals
| Any       | Vots             | %                | Escons | Pos. |
| --------- | ---------------- | ---------------- | ------ | ---- |
| 1986      | 55.881           | 9,21%            | 1 / 9  | 4t   |
| 1989      | 95.494           | 15,58%           | 1 / 9  | 3r   |
| 1993      | 106.757          | 15,44%           | 1 / 9  | 3r   |
| 1996      | 112.339          | 15,51%           | 1 / 9  | 3r   |
| 2000      | 67.024           | 10,26%           | 1 / 9  | 3r   |
| 2004      | 59.253           | 8,42%            | 0 / 8  | 3r   |
| 2008      | 49.936           | 7,18%            | 0 / 8  | 3r   |
| 2011      | 83.755           | 13,24%           | 1 / 8  | 4t   |
| 2015      | 52.583           | 8,44%            | 0 / 8  | 5è   |
| 2016      | Dins Units Podem | Dins Units Podem | 0 / 8  | 3r   |
| 2019 (I)  | Dins Units Podem | Dins Units Podem | 0 / 7  | 3r   |
| 2019 (II) | Dins Units Podem | Dins Units Podem | 0 / 7  | 3r   |
| 2023      | Dins Sumar       | Dins Sumar       | 0 / 7  | 3r   |